# Сюта, Богдан Емельянович
Богдан Емельянович Сюта (род. 28 ноября 1960 года, Дрогобыч, Львовская область) — украинский музыковед, пианист, педагог и композитор, член Национального союза композиторов Украины (1992), член Международной ассоциации новой музыки «Европа — Европа» (ФРГ, 1995). Доктор искусствоведения (2007), профессор (2011). Член Правления Киевского и Республиканского организаций Национального союза композиторов Украины (2010). Научный консультант Международной организации народного творчества при ЮНЕСКО (2010), лауреат Премии им. Лысенко (2013).

## Биография
Богдан Емельянович Сюта родился 28 ноября 1960 года в городе Дрогобыч Львовской области Украины. Получил образование в Львовской консерватории (ныне Львовская национальная музыкальная академия имени Николая Лысенко) по классу композиции у педагога П. Гергели (1984) и по классу фортепиано у Ю. Боня (1985). В 1989—1992 годах учился в аспирантуре Института искусствоведения, фольклора и этнографии им. М. Т. Рыльского АН УССР. Его научным  руководителем был музыковед, профессор Антон Иванович Муха.
В 1984—1987 годах Богдан Емельянович преподавал в Дрогобычском музыкальном училище, в 1985—1989 — в Дрогобычском государственном педагогическом институте им. Ивана Франко. Одновременно, в 1985—1987 годах был пианистом в джазовом инструментальном ансамбле «Диксиленд» преподавателей Дрогобычского музыкального училища. В 1985—1990 годах концертировал в составе фортепианного дуэта с Л. Садовой, выступал как солист и пианист-аккомпаниатор с Б. Щуриком (баритон).
В 1992—1997 годах работал ученым секретарем Института искусствоведения, фольклора и этнографии, с 1996 года — старший научный сотрудник по специальности «музыкальное искусство». В 1996—1998 годах —  консультант Представительства организации ЮНИСЕФ в Украине. С 1997 года — член Наблюдательных советов Национальной оперы и Национальной филармонии. В 1997-1998 годах — заместитель директора Государственного камерного ансамбля «Киевские солисты». С 2001 по 2008 год — старший научный сотрудник отдела музыковедения Института искусствоведения, фольклора и этнографии. С 2006 года — профессор кафедры теории музыки Национальной музыкальной академии Украины им. П. И. Чайковского.
С 1992 года — член Союза композиторов Украины (ныне Национальный союз композиторов Украины); с 1995 года — член Ассоциации новой музыки «Европа-Европа» (ФРГ), с 1991 года — соучредитель и член Общественной Службы Украины. Кандидат (1992), доктор (2007) искусствоведения. Среди учеников — Т. Баран, И. Рябцева, Н. Пронина, О. Войтенко, Н. Сербина.
22 марта 2013 года Богдану Емельянович присуждена Премия В. Лысенко за научные работы 2006—2011 годов.

## Музыкальные произведения
- Для симфонического оркестра — Вальс (1978), Пьеса для арфы с оркестром (1982), Симфония (1984).
- Для камерных составов — «Цикл 2» для двух кларнетов и двух фаготов, вариации для флейты, скрипки и арфы (клавесина) (1982),. * Музыка для двух альтов (1993), вариации на тему В. Сефве «Томтарнас Юльнатт» для скрипки и бандуры (1999), Фантазия на шведскую тему для скрипки, альта и фортепиано (1999), «Svenska Psalm № 303» для баса и инструментального ансамбля (2002).
- Для фортепиано — Детский альбом (1977), Сонатина (1979), Три прелюдии (1978), Пьеса «О» (1979), Три маленькие пьесы (1980), Прелюдия (1981), два произведения для фортепиано (1984), баллада «Небо, пропавшего без вести» (1985-1986).
- Для кларнета и фортепиано — «Три пьесы» (1980).
- Для голоса с фортепиано — «Романс» на стихи Леси Украинский для сопрано и фортепиано (1977), «Два стихотворения Дзюна Таками» для баса и фортепиано (1980), Три стихотворения Гейне для тенора и фортепиано (1981), два романса на стихи Вознесенского и Л. Костенко (1982).
- Аранжировки и переводы произведений разных композиторов для камерных составов — «Победа Герники», кантата для смешанного хора а капелла и солистов на стихи П. Елюара (1984-87), «Слово Проповедника» на тексты из Нового Завета для смешанного хора и солистов (1995).